# Clinton and Nadine
Pour les articles homonymes, voir Blood Money.
Pour plus de détails, voir Fiche technique et Distribution.
Clinton and Nadine (aussi nommé Blood Money) est un téléfilm américain, réalisé par Jerry Schatzberg, sorti en 1988.

## Synopsis
Clinton, petit trafiquant de perroquets, découvre son frère assassiné et torturé. Il n'a plus qu'une idée en tête, le venger... au cours de son enquête, il découvre Nadine, et un réseau de trafic d'armes très juteux, auquel son frère avait été mêlé... ainsi qu'un Vautour Noir qu'il pourchasse donc, mais jusqu'où? Costa Rica?

## Fiche technique
- Titre original : Clinton and Nadine
- Autre titre : Blood Money: The Story of Clinton and Nadine
- Réalisation : Jerry Schatzberg
- Scénario : Robert Foster
- Production : Donald March
- Musique : Jan Hammer
- Montage : David Ray
- Pays d'origine :  États-Unis
- Durée : 110 minutes
- Date de diffusion :  États-Unis : 28 mai 1988

## Distribution
- Andy García : Clinton Dillard
- Ellen Barkin : Nadine Powers
- Morgan Freeman (VF : Jean-Louis Faure) : Dorsey Pratt
- Michael Lombard (en) : James Conrad
- John C. McGinley : Turner
- Brad Sullivan : Général John Anson
- Alan North : Détective Rayburn
- Bill Raymond : Jewell
- Mario Ernesto Sánchez : Rojas
- Nancy Giles : Alice
- Helen Davies : Ione
- Julio Oscar Mechoso : Huesito
- Anthony Correa : Luis
- Jay Amor : Bernardo

## Distinctions

### Nominations
- 1989 : 2 nominations au CableACE Awards
  - en faveur de Ellen Barkin, comme Actress in a Movie or Miniseries
  - en faveur de Morgan Freeman comme Supporting Actor in a Movie or Miniseries